# Cruz pectoral

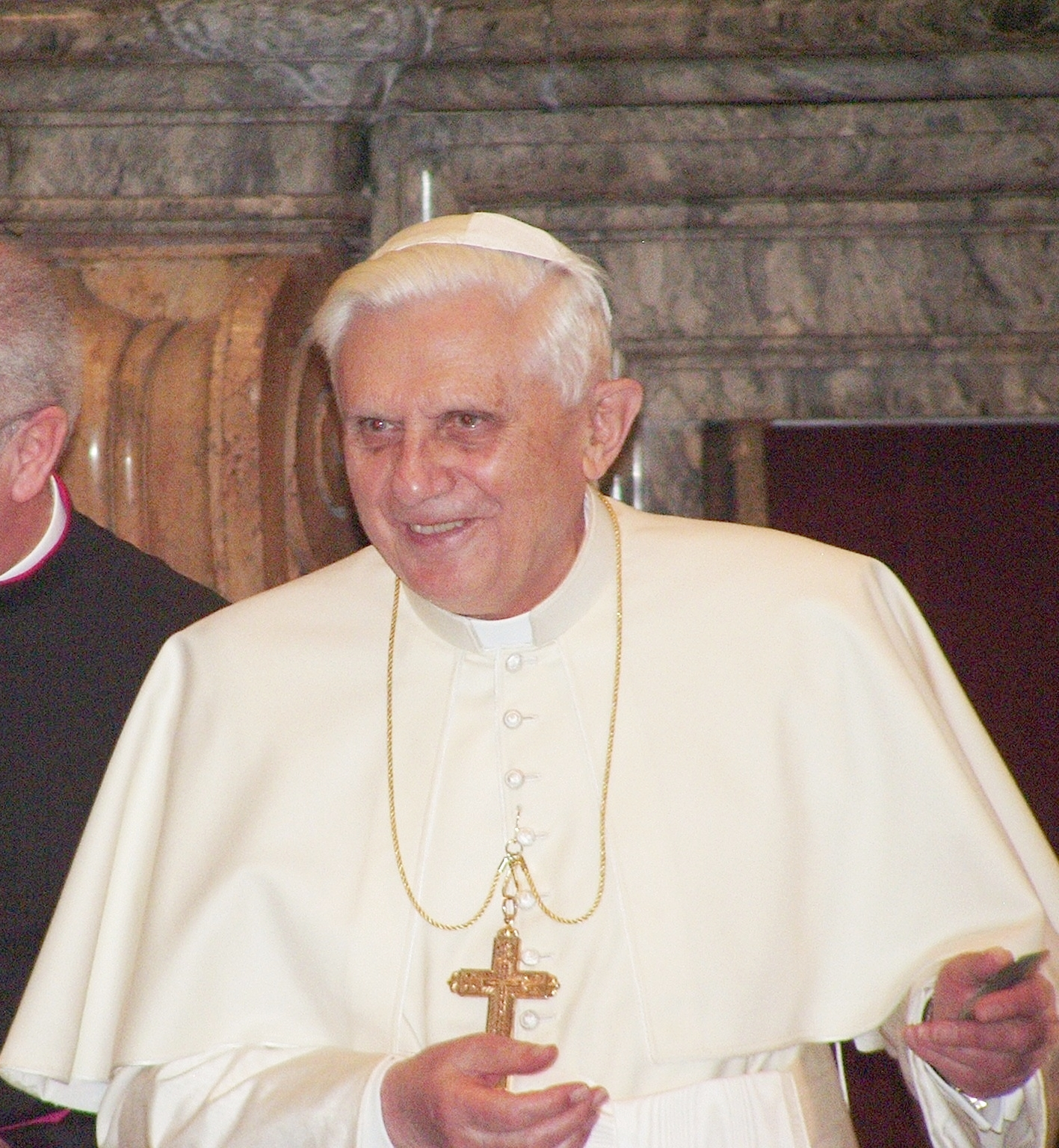
Benedicto XVI con la cruz pectoral sencilla

Se llama cruz pectoral o pectoral la cruz que llevan el Papa, los obispos, abades y otros prelados colgando del cuello, como signo de dignidad.

## Tipos de cruces
Hay dos tipos de cruces pectorales, la sencilla y la pontifical
- La sencilla es la que usan habitualmente, sujeta de una cadena. Algunos Obispos y Cardenales, llevan esta Cruz también en Ceremonias Solemnes, en el caso de los Obispos formados bajo la espiritualidad de Schoenstatt, llevan la Cruz de la Unidad en su diseño que evoca el núcleo de su espiritualidad.
- La pontifical la usan en ceremonias solemnes. Suele ser adornada, a veces con joyas, y se sujeta con un cordón. El color de este cordón varía según la dignidad del que la lleva: para el Papa es dorado, para los cardenales es rojo con dorado, y para los arzobispos y obispos es verde con dorado.

El Papa Francisco solía usar Cruz Pectoral Sencilla, no solo en la Audiencia General, sino también en todas las Ceremonias Pontificias.[cita requerida]